# Геоикономика
Геоикономиката (на английски: geoeconomics) или още и новата геополитика (геополитическа икономика) е специализирана дисциплина на политическата география, която изучава икономическата мощ на държавата с оглед постигане на целите на външната си политика, както и установяването на глобална или регионална "власт" по икономически мирен начин или със стопански способи и средства.
Геоикономиката е и политика на преразпределение на ресурсите и доходите на света, използвайки икономическото и технологичното развитие за целта.
Геоикономиката като наука се използва за целите и методите на икономическата война и търговска война на американските монополи след Втората световна война по времето на Студената война.